# Lomatia latifrons
Lomatia latifrons är en tvåvingeart som beskrevs av Hesse 1956. Lomatia latifrons ingår i släktet Lomatia och familjen svävflugor. Inga underarter finns listade i Catalogue of Life.